# Johann von Waldburg-Sonnenberg

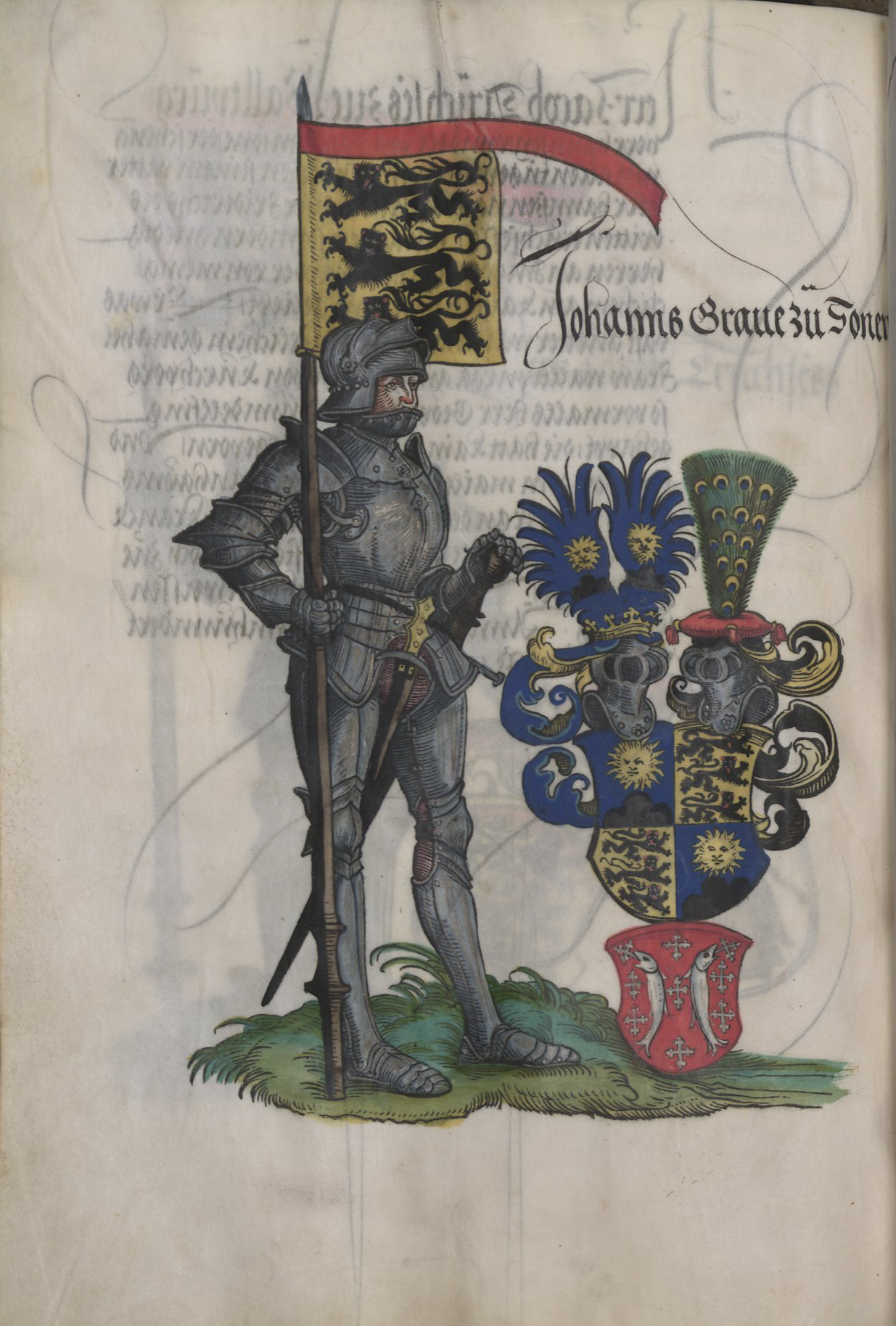
Johann von Sonnenberg in der Truchsessenchronik

Johann von Sonnenberg Truchsess von Waldburg (* um 1470; † 24. Juni 1510) war ein deutscher Adliger aus dem Haus Waldburg und Graf von Sonnenberg.
Er beteiligte sich 1487 an einem Angriffskrieg des Erzherzogs Siegmund von Tirol gegen die Republik Venedig. Bei Rovereto (südlich von Trient) lagen sich die beiden Heere gegenüber. Da der guten Ausgangsstellungen wegen keiner angreifen wollte, einigte man sich auf einen Zweikampf. Der erst 17-jährige Johann von Waldburg-Sonnenberg meldete sich für den Waffengang mit Antonio Maria di Sanseverino, dem Sohn des venezianischen Condottiere Roberto Sanseverino d’Aragona, der am 12. Juni 1487 unterhalb der Burg Pradaglia (heute Ruine) am westlichen Etschufer stattfand. Er gelobte, im Falle des Sieges in Wolfegg ein Klösterlein zu stiften. Die Pappenheim’sche Truchsessenchronik berichtet über die Regularien des Zweikampfs: „Wölcher unter den zwayen schrayen würd ‚Catharina‘, der solt den Kampf und das Gelt verloren haben“. Als Graf Johann vom Pferd fiel, setzte sich der Kampf am Boden fort. Es gelang Graf Johannes, den Venezianer mit dem Dolch in den Oberschenkel zu stechen. Erschrocken schrie dieser „Catharina!“ und gab sich damit geschlagen.
Im Erfüllung des Gelübdes und mit Erlaubnis von Papst Julius II. errichtete Graf Johannes ab 1502 in Wolfegg ein Klösterlein samt dreischiffiger Basilika mit Spitzbogenfenstern, geradem Chorabschluss und Dachreiter.
Nach seinem frühen Tod 1510 vollendete sein Erbe und Schwiegersohn Truchsess Georg III., der so genannte „Bauernjörg“, den Bau, übergab das Kloster den Franziskanern und verwandelte es 1519 in ein Augustiner-Kollegiatstift „mit 1 Propst, 9 Weltpristern, 4 Schülern und 1 Schulmeister“.
Johann von Sonnenburg war mit einer Gräfin von Salm verheiratet.